# Коэффициент покрытия долга денежными потоками
Коэффициент покрытия долга денежными потоками (англ. Loan life coverage ratio, LLCR) — коэффициент покрытия долга денежными потоками, доступными для обслуживания долга, в период до погашения долга

## Определение
Коэффициент покрытия долга денежными потоками, доступными для обслуживания долга, в период до погашения долга:
{\displaystyle LLCR=CFADS(NPV)/D},
где {\displaystyle CFADS(NPV)} — чистая приведенная стоимость суммы будущих денежных потоков, доступных для обслуживания долга, до даты окончательного погашения долга, при расчёте коэффициента дисконтирования {\displaystyle CFADS} используется средневзвешенная прогнозируемая стоимость долгового финансирования; {\displaystyle D} — остаток долга на конец данного периода.